# انریکو باتالین
انریکو باتالین (ایتالیایی: Enrico Battaglin؛ زادهٔ ۱۷ نوامبر ۱۹۸۹) دوچرخه‌سوار اهل ایتالیا است.
از باشگاه‌هایی که در آن رکاب زده‌است می‌توان به تیم لوتوان‌ال–یومبو، باردیانی–سی‌اس‌اف، و باردیانی–سی‌اس‌اف، اشاره کرد.